# Citosol
Citosól je tekoči del citoplazme evkariontske ali prokariontske celice. Sestoji iz vode in v njej raztopljenih ionov ter vodotopnih molekul (encimi, druge beljakovine ...). Beljakovinski delež citosola znaša 20–30 %. Odvisno od vrste celice se v citosolu nahaja četrtina do polovica vseh celičnih beljakovin.
V citosolu poteka tudi del beljakovinske biosinteze, in sicer prevajanje RNK. Tu se prav tako odvijajo glikoliza, razne stopnje razgradnje beljakovin ter nekatere druge reakcije celične presnove (na primer sinteza in razgradnja nukleotidov in aminokislin). Pri evkariontih se v citosolu nahaja mreža citoskeleta (aktinski in intermediarni filamenti ter mikrotubuli). Pri prokariontih se DNK nahaja prosto v citosolu, saj pri prokariontskih celicah jedro ni prisotno.

## Ioni in aminokisline
Koncentracije posameznih ionov v citosolu se znatno razlikujejo od koncentracij v zunajcelični tekočini. V citosolu je tudi višja koncentracija velemolekul kot zunaj celice.
| Ion                         | Koncentracija v citosolu (mmol/L) | Koncentracija v krvi (mmol/L) |
| --------------------------- | --------------------------------- | ----------------------------- |
| Kalij                       | 139                               | 4                             |
| Natrij                      | 12                                | 145                           |
| Klor                        | 4                                 | 116                           |
| Bikarbonat                  | 12                                | 29                            |
| Aminokisline v beljakovinah | 138                               | 9                             |
| Magnezij                    | 0.8                               | 1.5                           |
| Kalcij                      | <0.0002                           | 1.8                           |